# لمبير ملكي
 لمبير ملكي  بفتح الام والميم، وكسر الباء وسكون الياء والراء، وفتح الميم، وكسر الام، وسكون الكاف، مستنقع مائي كبير في جنوب ناحية كوخرد خلف سد جابر في منطقة جبال جنوب كوخرد  ، تقع هذا المستنقع اسفل جبل بر رجرجو ضمن (جبال الجنوب) تابعة لناحية كوخرد  (بالفارسية: بخش كوخرد)  من توابع مدينة بستك في محافظة هرمزگان في جنوب إيران.

## المستنقع
أرض رطبة مبتلة بالمياه, تنمو بها شجيرات وأشجار خشبية, بعكس السبخة التي تنمو بها بعض الحشائش والشجيرات الصغيرة, وهو الفرق بينهما. وتوجد المستنقعات في جميع أنحاء الأرض بالقرب من البحار وعند الأنهار بطيئة الجريان. وتكون مياه المستنقعات إمّا مالحة أو عذبة, وإذا كانت عذبة فإن مستوها يتغير باستمرار تبعاً لمستوى سقوط المطار, وأحيانا تحصل بها فيضانات في فترة معينة كل سنة. أما إذا كانت مياه المستقع مالحة فإن مستواها يتغير بحسب مستوى المياه المالحة التي تغذيها.

## الحياة في المستقع
تمكن التربة المبتلة للمستقعات الأشجار من النمو، كما تساعد على نمو الشجيرات والنباتات المتسلقة، وهذا الأمر بدوره يؤدي إلى جذب أنواع أخرى من الأحياء للعيش في المستنقع، كالطيور والحشرات، وكبعض الثديات مثل الثعالب  والغزلان، كما يوجد بالمستقع بحيرات تعيش بها بعض الأسماك والزواحف الأخرى مثل الثعابين إلى آخره.

## الطيور والحيوانات على اطراف لمبير ملكي
تتخلل « لمبير ملكي » وعلى جوانبها بعض الحيات البرية وبعض الأشجار، و  يوجد في « لمبير ملكي » حيوانات وحياة برية مختلفة كـ الغزال  والثعلب و الآرنب ، والقنفذ بأنواعها، كذلك يوجد على اطراف  لمبير ملكي  طيور برية مختلفة كـ الأدرج  و القمري و  الحجل و الدراج و الصفرد و هدهد و حمام البري المطوق  و الأسرد و القطا و الحجل الرملي و فاختة النخيل  و حمامة الغابة و القبرة الصحراوية و الكروان الصحراوي و ملهى الرعيان.

## الحيوانات
كما تعيش في الجبل القريب من مستنقع لمبير ملكي قطعان من الغزلان والوعول بالإضافة إلى بعض والذئاب، والضباع. كذلك حيوانات أخرى مثل الثعلب والأراتب وغيرها. هذا بالإضافة إلى وجود نحل العسل حيث تنتشر خلاياه في الجبل المطل على المستنقع المسمى بـ جبل بر رجرجو بكثرة، في السابق كان يكثر الحيوانات المفترسة كالنمور، والفهود ولكن هذه الأيام لم يشاهد لأنها انقرظت من المنطقة تماماً.